# Chambley-Bussières
Chambley-Bussières település Franciaországban, Meurthe-et-Moselle megyében. Lakosainak száma 732 fő (2022. január 1.). Chambley-Bussières Gorze, Hagéville, Onville, Puxieux, Saint-Julien-lès-Gorze, Tronville, Waville, Xonville és Rezonville-Vionville községekkel határos.

## Népesség
A település népességének változása:
| Lakosok száma | 540  | 466  | 418  | 445  | 661  | 685  | 695  | 706  | 718  | 732  |
|               | 1968 | 1982 | 1990 | 2006 | 2013 | 2015 | 2017 | 2019 | 2020 | 2022 |